# Операція «Берлін»
Операція «Берлін» (англ. Operation Berlin) — кодова назва рейдових дій двох німецьких лінійних кораблів типу «Шарнгорст»: «Шарнгорст» та «Гнейзенау», що проводилася Крігсмаріне з 22 січня по 21 березня 1941 року в пошуках союзних конвоїв в Атлантичному океані у часи Другої світової війни.

## Історія
22 січня 1941 року з порту Кіль вийшла рейдова група лінійних кораблів Крігсмаріне під командуванням адмірала Гюнтера Лют'єнса. Операція «Берлін», умовна назва для проведення рейдово-пошукових дій лінійних кораблів типу «Шарнгорст»: «Шарнгорст» та «Гнейзенау», планувалася на 28 грудня 1940 року, але через штормові погодні умови постійно переносилася. Два лінкори відійшли від німецьких берегів, а потім вирушили на північ між Шетландськими островами та Норвегією, перш ніж повернути на захід у відкритий океан, щоб розпочати пошукові дії в Північній Атлантиці в районі південніше Ісландії.
Для забезпечення рейдерів пальним, водою та іншими запасами група підтримки, що складалася з шести допоміжних суден (6358-тонний Adria, 7021-тонний «Уккермарк», 6528-тонний Ermland, і Schlettstadt, 10397-тонний Friedrich Breme та 9849-тонний Esso Hamburg), раніше вийшла в море у попередньо визначені в океані точки рандеву.
20 січня розвідка британського адміралтейства попередила адмірала сера Джона Тові, командувача Домашнього флоту Великої Британії, про те, що ймовірно німецькі рейдери намагаються прорватися в Атлантику. Тові відправив з Скапа-Флоу два крейсери для патрулювання в районі на захід від проходу Ісландія/Фарерські острови. 23 січня розвідка виявила факт проходження німецьких військових кораблів з Балтійського моря в Північне море через Великий Бельт (прохід між датськими островами Зеландія і Фюн), і о 24:00 25/26 січня командувач флотом вийшов на лінкорі «Нельсон» з однотипним лінкором «Родні» та лінійним крейсером «Ріпалс», вісьмома крейсерами 2-ї, 15-ї та 18-ї крейсерських ескадр та 11 есмінцями, намагаючись перехопити ворожі лінкори південніше Ісландії.
Спроби британського флоту знайти рейдерську групу не увінчалися успіхом. 28 січня крейсер ППО «Найад» повідомив про два великих кораблі й спробував їх відстежувати, доки головні сили флоту не наблизяться до противника. Втім своєчасне виявлення за допомогою радарів британського крейсера дозволило Гюнтеру Лют'єнсу одразу відвернутися і збільшити швидкість, у результаті чого «Наяда» втратив радіолокаційний контакт з ворожими рейдерами, а подальші спроби були марними.
Німецькі кораблі провели дозаправлення у точках рандеву і на світанку 4 лютого непоміченими британським флотом через Данську протоку увійшли в Північну Атлантику, розпочавши полювання на союзні конвою, що курсували між Канадою та Великою Британією.
30 січня, втративши контакт з рейдерами, сили Тові повернулись до Скапа-Флоу.
О 9:30 9 лютого південніше Гренландії німецькі бойові кораблі виявили конвой HX 106, який Лют'єнс наказав своїм кораблям одночасно атакувати з півночі та півдня. Втім о 9:58 «Шарнгорст» виявив британський лінкор «Раміліз». Це відразу змінило всю тактичну ситуацію, і оскільки німецькому адміралу було наказано ні в якому разі не вступати в бій з британськими капітальними кораблям, Лют'єнс негайно відвернув, не вступаючи в бій з противником і залишивши конвой рухати далі.
Водночас, «Раміліз» не зміг визначити на великій відстані, які кораблі він побачив і повідомив штабу, що це ймовірно був важкий крейсер типу «Гіппер». Це добре відповідало очікуванням, тому що саме в цей час «Адмірал Гіппер», або, можливо, «кишеньковий лінкор» «Адмірал Шеєр», могли спробувати прорватися через GIUK-прохід. Отримавши інформацію про появу крейсера противника Джон Тові відплив з усіма своїми наявними силами на захід, щоб зайняти позиції, з яких найкраще перекрити повернення ворожих кораблів назад до німецьких вод.
Після невдалої атаки на конвой HX 106, Лют'єнс залишався на своєму місці зустрічі для заправки. 15 лютого «Шарнгорст» та «Гнейзенау» заправилися нафтопродуктами з Esso Hamburg і Schlettstadt, а потім вирушили на захід, де командир рейдерської групи вважав простіше перехопити конвої суден британців, і які будуть меншими сильно захищеними.
Німецькі кораблі пропустили конвой HX 111, але потім рушили далі на захід і 22 лютого, незабаром після сходу сонця, помітили дим кількох суден у квадраті приблизно 1060 км на схід від Ньюфаундленду. Це були переважно незавантажені судна, які нещодавно розійшлися з конвою, що прямував на захід, і розосередилися на значній території. Незважаючи на той факт, що судна переважно йшли з баластом, так як поверталися до канадських портів без стратегічно важливої сировини й військових матеріалів, Лют'єнс вирішив атакувати. Німецькі лінкори швидко наздогнали тихохідні транспортні судна та потопили п'ять з них, загальною водотоннажністю 25 784 тонни. О 10:55 «Шарнгорст» і «Гнейзенау» разом потопили 3237-тонне пасажирсько-вантажне судно Kantara; о 13:12 «Гнейзенау» потопив 4689-тонне пасажирсько-вантажне судно Trelawny; «Шарнгорст» відправив на дно 6156-тонний танкер Lustrous; і о 16:23 «Гнейзенау» потопив 5866-тонне вантажне судно A. D. Huff, коли «Шарнгорст» переслідував танкер, який втік.
О 23:08 німці потопили 5 483-тонне пасажирсько-вантажне судно Harlesden. Оскільки два лінкори вели вогонь по цілях на великі відстані, витрата боєприпасів була порівняно високою. Вперше з 8 лютого адмірал Лют'єнс порушив режим радіомовчання, щоб доповісти про свій успіх і наказати двом флотським танкерам — Esso Hamburg і Schlettstadt — зустрітися зі своїми кораблями в районі Азорських островів.
І хоча німці застосовували техніку глушення радіопереговорів, одне повідомлення було перехоплено на Кейп-Рейс на острові Ньюфаундленд у південно-східній частині півострова Авалон. За кілька хвилин Адміралтейство знало, що потужні надводні рейдери діють біля східного узбережжя Північної Америки.
Усвідомлюючи, що при піднятій тривозі судноплавство буде перенаправлено з цих вод, Лют'єнс відразу спрямував обидва рейдери на південь. 28 лютого після дозаправлення допоміжні судна були спрямовані до берегів Сьєрра-Леоне. 3 березня «Шарнгорст» та «Гнейзенау» досягли району островів Кабо-Верде.
6 березня рейдери зустрілися з U-124. З цього часу лінкори курсували по маршруту між островами Кабо-Верде та африканським узбережжям зі швидкістю лише 12 вузлів для економії палива. О 09:20, 7 березня, спостерігач «Шарнгорста» помітив на горизонті щоглу, і більш уважне вивчення показало, що це була головна щогла британського лінкора «Малайя». Припускаючи, що там, де знаходився лінійний корабель, швидше за все був і конвой, який він супроводжував, через дві години німці виявили 12 торгових суден, що прямували на південь. «Шарнгорст» і «Гнейзенау» все ще мали наказ уникати зіткнення з британськими капітальними кораблями, і Лют'єнс відповідно вирішив не атакувати конвой. Незважаючи на це, німецькі кораблі потай переслідували конвой SL 67 і змогли направити підводні човни до району, приблизно в 740 км на північ від островів Кабо-Верде. О 01:42 8 березня U-124 капітан-лейтенанта Георга-Вільгельма Шульца вийшов на союзний конвой, а через годину U-105 капітан-лейтенанта Георга Шеве зробив те саме: протягом наступних 15 хвилин U-124 затопив чотири судна (24 159 тонн) і U-105 — ще одне 5229-тонне судно.
Знаючи, що його кораблі вже помічені, Лют'єнс зараз відправився від берегів Сьєрра-Леоне до північної частини Атлантики. 9 березня було потоплено поодиноке 6 352-тонне судно Marathon. Лінкори знову заправилися та поповнили запаси серед океану з Ermland і «Уккермарк» і вирушили на північ.
Тим часом англійці докладали величезних зусиль, намагаючись забезпечити прикриття конвоїв і перехопити ворожі кораблі. «Родні» та новий «Кінг Джордж V» вийшли на прикриття двох конвоїв, що виходили з Галіфакса 17 та 21 березня. Зважаючи на можливий прорив німецьких кораблів у арктичні води, Тові вийшов на Нельсоні з легким крейсером «Найджерія» та двома есмінцями на південь від Ісландії.
О 21:00 11 березня адмірал Лют'єнс отримав розпорядження від командувача командування ВМС «Захід» генерал-адмірала Альфреда Заальвехтера, що 18 березня «Шарнгорст» та «Гнейзенау» повинні припинити операцію на маршрутах руху північноатлантичних конвоїв та своїми діями забезпечити прорив «кишенькового лінкора» «Адмірал Шеєр» і важкого крейсера «Адмірал Гіппер», що через Данську протоку мали прорватися назад в Арктику.
12 березня «Шарнгорст» і «Гнейзенау» вчергове дозаправилися, а через три дні «Уккермарк» побачив кілька танкерів, що йшли без супроводу. В результаті атаки німецьких лінкорів був досягнутий найбільший успіх, коли німці потопили або захопили 16 торговельних суден (82 000 тонн) південніше Ньюфаундленду, де вони здійснили свою попередню атаку. «Гнейзенау» захопив 5688-тонний норвезький танкер Bianca, 8 046-тонний британський танкер San Casimiro та 6 405-тонний норвезький танкер Polykarb. На борту кожного корабля були розміщені призові екіпажі з наказом пливти до Бордо, але лише Polykarb дістався місця призначення, оскільки Bianca та San Casimiro наразилися на британський лінійний крейсер «Рінаун»: 46 британських полонених було звільнено, а німецькі моряки взяті в полон, але перед тим, як залишити танкери німцям вдалося їх затопити. Окрім трьох призів, «Гнейзенау» потопив британський танкер Simnia тоннажністю в 6 197 тонн. «Шарнгорст» потопив 6 554-тонний британський танкер Athelfoam та 7 139-тонний британський танкер Strength.
На світанку 16 березня німецька ескадра випадково вдерлася прямо в середині союзного конвою. «Гнейзенау» потопив 4 507-тонне британське пасажирсько-вантажне судно Rio Dorado, 3648-тонне британське вантажне судно Empire Industry, 1 577-тонне норвезьке пасажирсько-вантажне судно Granli, 4 564-тонне французьке пасажирсько-вантажне судно Myson, та британське пасажирсько-вантажне судно Royal Crown (4364 тонни). «Шарнгорст» потопив 8298-тонне голландське вантажне судно Mangkai, 4347-тонне британське Silverfir, 5251-тонне британське вантажне судно Demerton та 3 491-тонне британське пасажирсько-вантажне судно Sardinian Prince.
Однак серед цієї групи пасивних по суті торгових суден було 1831-тонне данське вантажне судно Chilean Reefer. У той момент, коли він побачив німецькі кораблі, його капітан надіслав точний звіт з координатами ворожих кораблів, поставив димову завісу та відкрив вогонь з єдиної невеликої гармати по «Гнейзенау». В результаті нерівного бою німецький лінкор вистрілив по маленькій цілі 73 280-мм снаряди (більше, ніж загалом було витрачено на будь-яку іншу ціль під час операції), поки затопив хороброго данця.
Рано вранці 19 березня «Шарнгорст» і «Гнейзенау» вирушили на Бреста. 21 березня після 16:30 три гідролітаки He 115 зустріли кораблі в морі та забезпечували повітряне прикриття, а о 19:00 міноносці «Ілтіс» і «Ягуар» прибули з Бреста, для забезпечення протичовнового захисту лінкорів.
60-денний рейд довжиною в 28 800 км став рекордним для німецьких капітальних кораблів. У ході операції «Берлін» «Шарнгорст» потопив вісім торговельних суден (47 588 тонн), тоді як «Гнейзенау» потопив або захопив 13 суден (62 865 тонн), і два кораблі разом потопили ще одне торгове судно (3237 тонн). Таким чином, німецькі лінкори разом знищили або захопити 22 торгових судна сумарною водотоннажністю 113 690 тонн.